# Charles Robert Jenkins

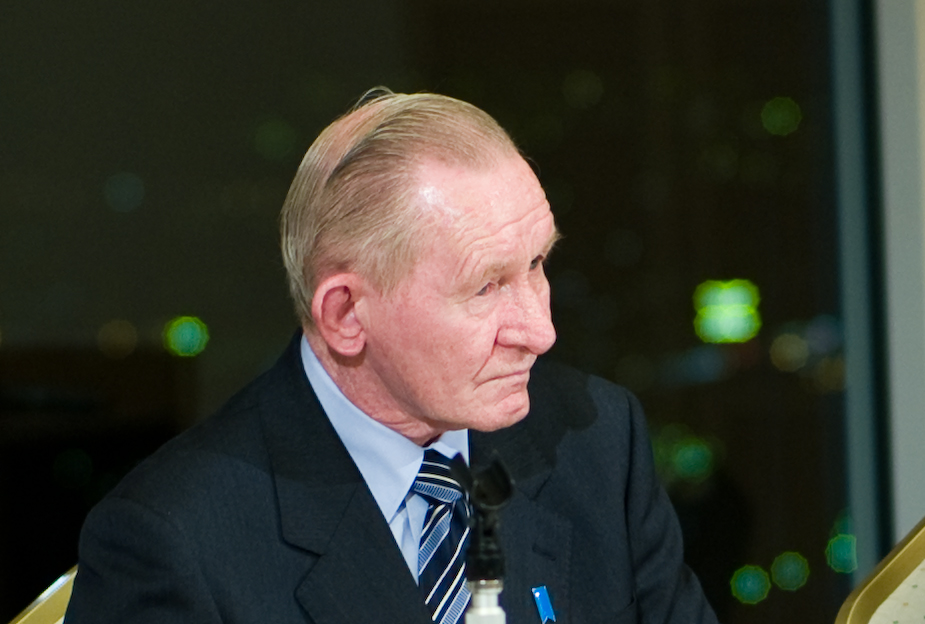
Charles Robert Jenkins, 2007

Charles Robert Jenkins (* 18. Februar 1940 in Rich Square, North Carolina; † 11. Dezember 2017 in Sado, Japan) war ein ehemaliger Soldat der USA. Er lebte von 1965 bis 2004 in Nordkorea, nachdem er von seiner Einheit desertiert war und die koreanische demilitarisierte Zone überschritten hatte.

## Militärische Laufbahn und Desertion
Jenkins trat 1955 der Nationalgarde der Vereinigten Staaten bei. Dabei unterschritt er das eigentlich vorgeschriebene Mindestalter deutlich. 1958 wechselte er zu den regulären Streitkräften ins Heer. Dort diente er von 1960 bis 1961 in der 1. Cavalry Division in Südkorea. Danach war er für drei Jahre nach Europa abkommandiert, wo er im deutschen Butzbach stationiert war, bevor er 1964 wieder nach Südkorea versetzt wurde.
In Südkorea war Jenkins für die Nachtstreife eingeteilt. Weil er Angst hatte, zu den in Vietnam kämpfenden Truppen abkommandiert zu werden, begann er zu trinken. Nachdem er eines Nachts zehn Bier getrunken hatte, ging er mit seinen Leuten auf Streife entlang der demilitarisierten Zone. Am frühen Morgen des 5. Januar 1965 erklärte er seinen Leuten, er wolle der Ursache eines Geräusches nachgehen. Dann überquerte er die Grenze nach Nordkorea und ergab sich den dortigen Streitkräften in der Hoffnung, über die Sowjetunion in die USA ausgeliefert zu werden. Kurz darauf erklärte die nordkoreanische Propaganda jedoch, dass ein US-Sergeant übergelaufen sei. Dessen angebliche, in gestelztem Englisch formulierte Aussagen wurden in Zeitungen und im Rundfunk veröffentlicht. Laut den US-Streitkräften schrieb Jenkins vier im Original verlorene Briefe, die seine Absicht überzulaufen bestätigten. Seine Verwandten waren jedoch während seines gesamten Aufenthalts in Nordkorea der Überzeugung, dass er entführt worden sei.

## Aufenthalt in Nordkorea
Für viele Jahre waren keine nicht aus Nordkorea stammenden Informationen über Jenkins verfügbar. Jenkins sagte, dass er seine Handlung fast sofort bereut habe und 40 Jahre für diese Tat büßen musste. Nach eigener Aussage waren er und drei andere US-Soldaten – James Joseph Dresnok, Larry Abshier und Jerry Wayne Perrish – bis 1972 in Einzimmerhäusern ohne fließendes Wasser unter Hausarrest gestellt. Dort mussten sie die Juche-Philosophie von Kim Il-sung lernen, wobei sie durch regelmäßige Schläge gezwungen wurden, große Passagen des Buches auf Koreanisch auswendig zu lernen. Jenkins gelang es 1966 einmal, in die sowjetische Botschaft in Pjöngjang zu fliehen. Seine Bitte auf Asyl wurde ihm jedoch verweigert. Schließlich wurde er von seinen Mitgefangenen getrennt und begann, an der Kim-Il-sung-Universität Englisch zu unterrichten. Sein starker North-Carolina-Akzent störte jedoch das Anliegen der Regierung, ihren Spionen hinreichend gutes Englisch beizubringen, um problemlos ihrer Arbeit in Südkorea nachgehen zu können. Nachdem diese Unzulänglichkeit im Spionageeinsatz aufgefallen war, wurde Jenkins von dieser Tätigkeit entbunden.
Jenkins wurde 1980 mit der 21-jährigen japanischen Krankenschwester Hitomi Soga bekannt gemacht, die zusammen mit ihrer Mutter von nordkoreanischen Agenten aus Japan entführt worden war. Nordkorea setzte solche entführten Personen ein, um für den Einsatz in Japan bestimmte Geheimagenten in japanischer Sprache und Kultur auszubilden. Von Sogas Mutter hörte man seit ihrer Entführung nichts mehr, und Soga wurde zu Jenkins’ Partnerin gemacht. Solche arrangierten Ehen waren in Nordkorea nicht unüblich. Nordkorea brachte Asiaten mit Europäern und Amerikanern zusammen, um ethnisch gemischte Kinder hervorzubringen, die sich nach nordkoreanischer Vorstellung besser als Spione eigneten. Weil es in Südkorea viele Personen mit multiethnischer Herkunft gibt, war es ein Leichtes für solche Spione, sich als Südkoreaner auszugeben. In Nordkorea gibt es Kinder aus Mischehen hingegen so gut wie gar nicht. Jenkins und Soga verliebten sich ineinander und heirateten 38 Tage später. Aus der Beziehung gingen zwei Kinder hervor: Roberta Mika Jenkins, geboren 1983, und Brinda Carol Jenkins, geboren 1985, von der englischen Presse auch Belinda genannt. Auch die anderen US-Deserteure heirateten im Laufe der Jahre Frauen, die im Ausland entführt worden waren, Dresnok wahrscheinlich die Rumänin Doina Bumbea.
Die nordkoreanische Propagandafilmreihe Nameless Heroes („Namenlose Helden“) war 1982 der erste Beweis, dass Jenkins noch lebte. Die US-Regierung machte diese Tatsache jedoch erst 1996 bekannt.

## Rückkehr
Erst 2002 zog Jenkins wieder internationale Aufmerksamkeit auf sich, als der nordkoreanische Führer Kim Jong-il offiziell die Entführung von Japanern durch Nordkorea bestätigte. Um die politischen Verhältnisse beider Staaten zu entspannen, wurde es allen überlebenden Entführten gestattet, ohne ihre Angehörigen zurück nach Japan zu reisen, darunter auch Jenkins’ Frau. Anfänglich war eine Begrenzung der Aufenthaltsdauer in Japan auf eine Woche vorgesehen. Die japanische Regierung überredete die Besucher, nicht nach Nordkorea zurückzukehren, während die Regierung mit deren Familien in Nordkorea verhandelte, ebenfalls nach Japan zu kommen. Viele Familien folgten dem Angebot der japanischen Regierung. Jenkins jedoch lehnte ab, da er befürchtete, dass die nordkoreanische Führung ihn auf seine Loyalität prüfte. Nach Zusage von Schutz durch die japanische Regierung reiste Jenkins via Indonesien, wo er medizinisch behandelt wurde, nach Japan, wo er am 18. Juli 2004 eintraf. Japan stellte offiziell einen Antrag auf Begnadigung, welcher von den USA jedoch abgelehnt wurde. Um sein Gewissen zu erleichtern, meldete Jenkins sich in militärischer Form am 11. September der Militärpolizei im japanischen US-Stützpunkt Camp Zama zurück.
Am 3. November 2004 bekannte sich Jenkins in den Anklagepunkten der Fahnenflucht und Feindbegünstigung schuldig, bestritt aber verräterische oder aufrührerische Erklärungen abgegeben zu haben. Diesem Widerspruch wurde stattgegeben und die entsprechenden Punkte aus der Anklage gestrichen. Er wurde zu 30 Tagen Strafarrest und zu einer unehrenhaften Entlassung verurteilt. Wegen guter Führung wurden ihm sechs Tage Arrest erlassen und er wurde am 27. November 2004 entlassen.
Jenkins zog mit seiner Familie auf die Insel Sado in Japan, Sogas Heimat. Am 14. Juni 2005 reiste er mit seiner Familie in die USA, um seine 91-jährige Mutter in North Carolina zu besuchen.

## Memoiren
Jenkins veröffentlichte im Oktober 2005 ein Buch in japanischer Sprache mit dem Titel 告白 („Kokuhaku“; dt.: „Die Wahrheit erzählen“). In diesem Buch berichtet er von seinen Erfahrungen in Nordkorea. Eine Übersetzung ins Koreanische wurde im Juni 2006 veröffentlicht. Im Frühjahr 2008 erschien in englischer Sprache The Reluctant Communist. Das Buch verfasste Jenkins gemeinsam mit Jim Frederick, dem damaligen Time-Korrespondenten in Tokio.